# 橫帶沙鱚
橫帶沙鱚（学名：Limnichthys fasciatus），又名條紋沙鱚、沙鰍，为無棘䲁科沙鱚屬下的一个种。